# Orchestra Filarmonica della Cina
L'Orchestra Filarmonica della Cina (中国爱乐乐团; abbreviato OFC) è un'orchestra fondata a Pechino, Cina, il 25 maggio 2000, sulla base della precedente Orchestra Sinfonica della Radio Televisione Cinese. Si tratta di una divisione della Amministrazione di Stato della Radio, Cinema e Televisione (Sigla cinese SARFT) della Repubblica Popolare Cinese.

## Storia
Il suo concerto inaugurale si tenne il 16 dicembre 2000 diretto dal direttore artistico Long Yu. La sua prima stagione comprendeva la prima mondiale del Concerto per violoncello n. 1 di Philip Glass, con il violoncellista Julian Lloyd Webber e l'Orchestra Sinfonica dell'Opera di Pechino, Women Generals of the Yangs di Du Mingxin, il suo primo lavoro sinfonico commissionato.
L'OFC è stata in tournée a Taiwan nel 2001, così come anche in molti altri paesi, tra cui il Giappone e la Corea nel 2002. Il suo più lungo tour oltreoceano è stato nel 2005 in visita a 25 città in sette paesi europei e nordamericani.
Nel 2014 l'OFC ha fatto il suo debutto a The Proms, il 19 luglio 2014, suonando opere di Elgar, Tchaikovsky, Liszt, Qigang Chen (Joie Éternelle) e Mussorgsky.

## Esecuzioni su YouTube dell'Orchestra
- China Philharmonic Orchestra esegue "鼓浪屿之波 The waves of Gulangyu Island " col violinista Nin Feng  宁峰, The Colourful Hulunbeier Children's Choir 五彩呼伦贝尔儿童合唱团, Soprano Zhang Liping 张立萍, Tenori: Zhang Jianyi 张建一、Wei Song 魏松、Zhang Yingxi 张英席
- China Philharmonic Orchestra e The Colourful Hulunbeier Children's Choir 五彩呼伦贝尔儿童合唱团 eseguono 快乐的牧羊人 "Happy Shepherds"
- China Philharmonic Orchestra e Shanghai Opera House' Choir e Soloists edeguono il Requiem di Mozart per Papa Benedetto XVI in Vaticano
- Beethoven Triple Concerto - Colleen Lee, Trey Lee, Chuanyun Li, China Philharmonic Orchestra (1/4)
- China Philharmonic Orchestra suona Mahler Symphony no.4
- China Philharmonic Orchestra e Violinist Nin Feng  宁峰 suona Bizet's Carmen
- China Philharmonic Orchestra suona Franz Lehár's Gold e Silver Waltz
- China Philharmonic Orchestra suona Rossini's William Tell Overture 1/2
- China Philharmonic Orchestra suona Rossini's William Tell Overture 2/2